# PolyGram Filmed Entertainment
PolyGram Filmed Entertainment (anteriormente conocido como PolyGram Films y PolyGram Pictures o simplemente PFE) fue un estudio de cine británico fundado en 1979 que se convirtió en un competidor europeo de Hollywood, pero finalmente se vendió a Seagram Company Ltd. en 1998 y se cerró en 2000. Entre sus películas más exitosas y conocidas fueron An American Werewolf in London (1981), Flashdance (1983), Four Weddings and a Funeral (1994), Dead Man Walking (1995), The Big Lebowski (1998), Fargo (1996), Los sospechosos de siempre (1995), The Game (1997) y Notting Hill (1999).
En 1979, PolyGram creó PolyGram Pictures en sociedad con Peter Guber . A fines de la década de 1980 y principios1998 de la de 1990, PolyGram continuó invirtiendo en una unidad cinematográfica diversificada con la compra de compañías de producción individuales. En 1995, PolyGram compró ITC Entertainment por 156 millones de dólares. En mayo de 1998, PolyGram se vendió a Seagram, propietaria de Universal Pictures y Universal Music Group , por 10.000 millones de dólares. Seagram vendió algunos de los activos de PolyGram y adquirió principalmente su división de música. La biblioteca de ITC Entertainment se vendió a Carlton Communications por £ 91 millones, la biblioteca PolyGram Filmed Entertainment anterior a abril de 1996 se vendió a Metro-Goldwyn-Mayer, y el distribuidor estadounidense de PolyGram se vendió a USA Networks . Después de que se vendieran muchos de sus activos, los restos de la división de películas de PolyGram se incorporaron a Universal Pictures . Cuando la división de entretenimiento recién formada de Seagram enfrentó dificultades financieras, se vendió a Vivendi y MCA se hizo conocida como Universal Studios, ya que Seagram dejó de existir. Vivendi siguió siendo el propietario mayoritario de Universal Music Group hasta 2021, cuando vendió la mayor parte de su participación, MGM posee los derechos de la biblioteca anterior a 1996 y la biblioteca de cine y televisión posterior a 1996 es propiedad de NBCUniversal. En  2017, Universal Music Group estableció una división de cine y televisión, resucitando PolyGram Entertainment.

## Historia

### Fundación de la compañía
La compañía musical PolyGram (propiedad de la holandesa Philips y la alemana Siemens) creó PolyGram Pictures en 1979 como sociedad con el productor de cine Peter Guber. Fue una especie de spin-off de Casablanca FilmWorks, la unidad cinematográfica de Casablanca Records de PolyGram que Guber dirigió anteriormente y tuvo éxito con The Deep y Midnight Express. PolyGram se reservó las finanzas y Guber se postularía como director ejecutivo, Guber formaría una sociedad con el peluquero de Barbra Streisand, Jon Peters, quien coprodujo el peinado de su cliente.Remake de Ha nacido una estrella. Peters produciría las películas de PolyGram y eventualmente se convertiría en accionista de Guber.
Su primera película fue King of the Mountain (1981), que fue un fracaso de taquilla. Siguieron más perdedores. Todavía no se habían establecido mercados auxiliares como el vídeo doméstico y la televisión de pago, y las cadenas de televisión abierta pagaban menos por las licencias de las películas. Los inversores europeos de PolyGram no estaban contentos; habían perdido alrededor de $80 millones en su división de películas. No mucho después, Siemens se separó de Philips. Guber y Peters dejaron PolyGram Pictures en 1982, llevándose consigo sus planes para una nueva película de Batman  junto con algunos otros proyectos. El dúo finalmente encontró un hogar en Warner Bros. Como parte de sus procedimientos de salida, PolyGram aún poseería el 7.5% de las ganancias de algunos de sus proyectos, incluido el de 1989 llamada Batman. También ese año, PolyGram lanzó una división de televisión sindicada PolyGram Television, tanto la unidad de cine como la de televisión finalmente cerraron en 1983.

### Cambio de nombre de la compañía  y adquisición por parte de Seagram   (1980-2000)
A principios de la década de 1980, se lanzó PolyGram Video. PolyGram Video, dirigida por Michael Kuhn y David Hockman, se creó para distribuir películas de conciertos y largometrajes adquiridos de terceros, así como videos musicales de larga duración, e incluso tenía una etiqueta de video, creada originalmente como una empresa conjunta con Heron Communications, que se llamaba Channel 5 Video. Kuhn y Hockman pudieron aprovechar el éxito de PolyGram Video para financiar largometrajes. La primera película producida por la nueva división cinematográfica de PolyGram fue PI Private Investigations en 1987. Durante finales de los 80 y principios de los 90, PolyGram siguió invirtiendo en una unidad cinematográfica diversificada con la compra de productoras individuales. En 1989, PolyGram lanzó Manifesto Film Sales para gestionar la concesión de licencias de películas fuera de Norteamérica. En 1991, Michael Kuhn de PolyGram se convirtió en el director de PolyGram Filmed Entertainment, con $200 millones inyectados con la intención de desarrollar un estudio de cine europeo que pudiera producir y distribuir películas internacionalmente en una escala para igualar a los principales estudios de Hollywood.
Siguiendo el estilo de su negocio musical, la compañía produjo películas a través de una serie de 'sellos' creativamente semiautónomos, como Working Title Films en el Reino Unido y Propaganda Films e Interscope Communications en los Estados Unidos; También construyó su propia red de empresas de distribución.
La producción cinematográfica dentro de PolyGram se diferenciaba de los estudios tradicionales de Hollywood en que el poder de hacer ("luz verde") una película no estaba centralizado en manos de un pequeño número de ejecutivos, sino que se decidía mediante negociaciones entre los productores, la gerencia y el marketing. Kuhn afirmó que "las películas se encienden en verde".
En 1993, PolyGram compró el brazo de video de Virgin Group de General Electric Capital por $5,6 millones y remodeló la etiqueta como Vision Video Ltd.
PolyGram también creó una importante biblioteca de películas y televisión que podría ser rentable. En 1995, la empresa compró ITC Entertainment por $156 millones. A través de esta compra, PolyGram adquirió 350 largometrajes, varios miles de horas de programación de televisión y obtuvo un mayor acceso al mercado de la televisión. Ese mismo año, PolyGram Filmed Entertainment adquirió una participación mayoritaria del 75% en el distribuidor británico de videos domésticos Abbey Home Entertainment. En 1997, PFE acordó comprar la filmoteca Epic, que incluía mil largometrajes, de Crédit Lyonnais por $225 millones. PolyGram también intentó comprar MGM y la biblioteca de The Samuel Goldwyn Company, pero fue en vano. En julio de 1998, Polygram estaba en conversaciones para vender su participación en Abbey Home Entertainment a Ian y Anne Miles, lo que permitiría que AHE volviera a operar de forma independiente. El 7 de diciembre de 1997, PolyGram y Warner Bros. llegaron a un acuerdo para cofinanciar películas producidas por Castle Rock Entertainment.
PFE tenía su sede en el Reino Unido e invirtió mucho en la realización de películas británicas; algunos le atribuyen la reactivación de la industria cinematográfica británica en la década de 1990. A pesar de una exitosa historia de producción, Philips decidió vender PolyGram al conglomerado de bebidas (licores) Seagram en 1998.
Solo interesado en las operaciones musicales de PolyGram, Seagram, que en ese momento controlaba Universal Pictures, esperaba desinvertir en PFE. Después de no estar satisfecho con las ofertas para comprar el estudio (incluida una empresa conjunta entre Canal+ y Artisan Entertainment), Seagram optó por vender activos individuales y dobló lo que quedaba en Universal. En octubre de 1998, Metro-Goldwyn-Mayer pagó entre 235 y 250 millones de dólares para adquirir 1.300 películas estrenadas antes del 31 de marzo de 1996 de PolyGram. En 1999, la biblioteca ITC se vendió a Carlton Communications (más tarde conocida como ITV Studios) por $150 millones. Algunos de los activos de distribución de PFE en América del Norte se vendieron a USA Network.  Más tarde, Universal se haría cargo de los títulos restantes, que incluían un tercio de las películas anteriores a 1996, así como la biblioteca de PolyGram Television. Universal eventualmente establecería su brazo internacional sobre las cenizas de la división internacional de PFE el 9 de febrero de 1999, que incluía la distribución de videos y salas de cine cuando expiraron sus contratos con United International Pictures y CIC Video. Después de los ojos azules de Mickeyfracasó, que sirvió como la última película de UPI (uno de los pocos títulos autodistribuidos por Universal a nivel internacional), al ser heredada de PolyGram, todos los activos teatrales de Universal Pictures International se fusionaron con United International Pictures, que permaneció hasta 2007.
PolyGram Filmed Entertainment se hizo cargo de la distribución de los títulos de Manga Entertainment en Australia y Nueva Zelanda a fines de 1996 después de que expirara la licencia de Siren Entertainment para el catálogo de Manga Video, pero PolyGram perdió la licencia para el catálogo de Manga Video en 1998 después de que Madman Entertainment se hizo cargo de la licencias Esto se debió a que Manga Entertainment se trasladó de Island Records a Palm Pictures.

## Activos de la compañía
- Working Title Films (Reino Unido), adquirido por PFE en 1991.
- Propaganda Films (Estados Unidos), adquirido pot PFE en 1991.
- Interscope Communications (Estados Unidos), adquirido por PFE en 1994.
- Gramercy Pictures (Estados Unidos), lanzado por PFE y Universal en 1992.
- ITC Entertainment (Reino Unido), acquired by PFE in 1995.
- Abbey Home Entertainment (Reino Unido), 75% de participación mayoritaria adquirida por PFE en 1995. Vendido nuevamente a los propietarios originales en 1998.
- A&M Films (división de películas de A&M Records)
- Island Pictures (división de películas de Island Records), adquirido en 1994, cerrado en 1997.[20]
- Cinéa (Francia)
- PolyGram Video
- Channel 5 Video[4]
- PolyGram Television
- PolyGram Visual Programming

### PolyGram Filmed Entertainment Distribution
En 1992, PolyGram se asoció con Universal Pictures para crear una empresa conjunta llamada Gramercy Pictures. Gramercy distribuyó principalmente películas PolyGram en los EE. UU. y se duplicó como una etiqueta especializada para Universal. En 1997, se fundó PolyGram Filmed Entertainment Distribution para lanzar los principales títulos de PFE en los EE. UU., mientras que Gramercy se convirtió en una subsello discográfico de bajo presupuesto/arte.  Después de la fusión de PolyGram con Universal en 1999, la compañía fusionó Gramercy con October Films, que incluía su subsidiaria Rogue Pictures para crear USA Films, que finalmente se convirtió en Focus Features, pero cerró y quedó inactivo al año siguiente.

## Películas

### 1980s
| Fecha de lanzamiento    | Título                         | Notas                                                                   |
| ----------------------- | ------------------------------ | ----------------------------------------------------------------------- |
| 29 de febrero de 1980   | Foxes                          | Coproducción con United Artists                                         |
| 30 de mayo de 1980      | The Hollywood Knights          | Coproducción con Columbia Pictures                                      |
| 1 de mayo de 1981       | King of the Mountain           | Realizado por Universal Pictures                                        |
| 17 de julio de 1981     | Endless Love                   | Coproducción con Universal Pictures                                     |
| 14 de agosto de 1981    | Deadly Blessing                | Realizado por United Artists                                            |
| 21 de agosto de 1981    | An American Werewolf in London | Coproducción con Universal Pictures                                     |
| 13 de noviembre de 1981 | The Pursuit of D. B. Cooper    | Coproducción con Universal Pictures                                     |
| 12 de marzo de 1982     | Missing                        | Coproduccción con Universal Pictures                                    |
| 3 de octubre de 1982    | Split Image                    | Realizado por Orion Pictures                                            |
| 24 de diciembre de 1982 | Six Weeks                      | Realizado por Universal Pictures                                        |
| 15 de abril de 1983     | Flashdance                     | Coproducción con Paramount Pictures                                     |
| 13 de diciembre de 1985 | A Chorus Line                  | Coproducción con Columbia Pictures y Embassy Pictures                   |
| 13 de diciembre de 1985 | Clue                           | Coproducción con Paramount Pictures                                     |
| 22 de abril de 1988     | The Blue Iguana                | Coproducción con Paramount Pictures                                     |
| 24 de marzo de 1989     | Troop Beverly Hills            | Coproducción con Weintraub Entertainment Group                          |
| 23 de junio de 1989     | Batman                         | Coproducción con Warner Bros. Pictures, DC Films y Guber-Peters Company |
| 8 de diciembre de 1989  | Fear, Anxiety & Depression     | Coproducción con The Samuel Goldwyn Company                             |

### 1990s
| Fecha de lanzamiento     | Título                                           | Notas |
| ------------------------ | ------------------------------------------------ | --- |
| 27 de julio de 1990      | Chicago Joe and the Showgirl                     | Coproducción con New Line Cinema y Working Title Films |
| 17 de agosto de 1990     | Wild at Heart                                    | Coproducción con The Samuel Goldwyn Company |
| 14 de septiembre de 1990 | Fools of Fortune                                 | Coproducción con New Line Cinema |
| 24 de mayo de 1991       | Drop Dead Fred                                   | Coproducción con New Line Cinema y Working Title Films |
| 15 de noviembre de 1991  | Driving Me Crazy                                 | Coproducción con Motion Picture Corporation of America |
| 17 de enero de 1992      | A Gnome Named Gnorm                              | Coproducción con Vestron Pictures |
| 27 de marzo de 1992      | Ruby                                             | Coproducción con Triumph Films |
| 19 de junio de 1992      | Batman Returns                                   | Distribuido por Warner Bros. Pictures; coproducción con DC Entertainment |
| 7 de agosto de 1992      | London Kills Me                                  | Distribuido por New Line Cinema; coproducción con Fine Line Features |
| 4 de septiembre de 1992  | Bob Roberts                                      | Distribuido por Paramount Pictures; coproducción con Miramax Films, Live Entertainment y Working Title Films |
| 16 de octubre de 1992    | Candyman                                         | Distribuido por TriStar Pictures; coproducción con Propaganda Films |
| 23 de abril de 1993      | Map of the Human Heart                           | Distribuido por Miramax Films; coproducción con Working Title Films |
| 14 de mayo de 1993       | Posse                                            | Distribuido por Gramercy Pictures; coproducción con Working Title Films |
| 20 de junio de 1993      | The Ballad of Little Jo                          | Distribuido por New Line Cinema; coproducción con Fine Line Features |
| 3 de septiembre de 1993  | Kalifornia                                       | Distribuido por Gramercy Pictures; coproducción con Propaganda Films |
| 1 de octubre de 1993     | Malice                                           | Distribuido por Columbia Pictures; coproducción con New Line Cinema, Castle Rock Entertainment y Nelvana |
| 8 de octubre de 1993     | The Young Americans                              | Distribuido por Live Entertainment; coproducción con Working Title Films |
| 5 de noviembre de 1993   | A Home of Our Own                                | Distribuido por Gramercy Pictures |
| 7 de enero de 1994       | The Air Up There                                 | Distribuido por Hollywood Pictures; coproducción con Interscope Communications |
| 4 de febrero de 1994     | Romeo Is Bleeding                                | Distribuido por Gramercy Pictures; coproducción con Working Title Films |
| 9 de marzo de 1994       | Four Weddings and a Funeral                      | Distribuido por Gramercy Pictures; coproducción con Working Title Films y Channel Four Films |
| 11 de marzo de 1994      | The Hudsucker Proxy                              | Distribuido por Warner Bros. Pictures; coproducción con Working Title Films y Silver Pictures |
| 8 de abril de 1994       | Holy Matrimony                                   | Distribuido por Buena Vista Pictures Distribution; coproducción con Hollywood Pictures y Interscope Communications                                                                                               |
| 15 de abril de 1994      | Backbeat                                         | Distribuido por Gramercy Pictures |
| 6 de mayo de 1994        | Dream Lover                                      | Distribuido por Gramercy Pictures; coproducción con Propaganda Films |
| 10 de agosto de 1994     | The Adventures of Priscilla, Queen of the Desert | Distribuido por Gramercy Pictures |
| 23 de septiembre de 1994 | Terminal Velocity                                | Distribuido por Hollywood Pictures; coproducción con Interscope Communications |
| 28 de septiembre de 1994 | Jason's Lyric                                    | Distribuido por Gramercy Pictures; coproducción con Propaganda Films |
| 20 de enero de 1995      | S.F.W.                                           | Distribuido por Gramercy Pictures; coproducción con Propaganda Films |
| 10 de febrero de 1995    | Shallow Grave                                    | Distribuido por Gramercy Pictures en los Estados Unidos, Columbia TriStar Film Distributors International para su distribución internacional                                                                     |
| 24 de febrero de 1995    | Before the Rain                                  | Distribuido por Gramercy Pictures |
| 17 de marzo de 1995      | Candyman: Farewell to the Flesh                  | Distribuido por Gramercy Pictures; coproducción con Propaganda Films |
| 21 de abril de 1995      | The Basketball Diaries                           | Distribuido por New Line Cinema; coproducción con Island Pictures |
| 3 de mayo de 1995        | Panther                                          | distribuido por Gramercy Pictures; coproducción con Working Title Films |
| 5 de junio de 1995       | French Kiss                                      | Distribuido por 20th Century Fox; coproducción con Working Title Films |
| 16 de junio de 1995      | Batman Forever                                   | Distribuido por Warner Bros. Pictures; coproducción con DC Entertainment |
| 28 de julio de 1995      | Operation Dumbo Drop                             | Distribuido por Buena Vista Pictures Distribution; coproducción con Walt Disney Pictures y Interscope Communications                                                                                             |
| 16 de agosto de 1995     | The Usual Suspects                               | Distribuido por Gramercy Pictures; coproducción con Bad Hat Harry Productions y Spelling Films |
| 22 de septiembre de 1995 | Canadian Bacon                                   | Distribuido por Gramercy Pictures; coproducción con Propaganda Films |
| 29 de septiembre de 1995 | Moonlight and Valentino                          | Distribuido por Gramercy Pictures; coproducción con Working Title Films |
| 3 de noviembre de 1995   | Home for the Holidays                            | Distribuido por Paramount Pictures |
| 10 de noviembre de 1995  | Carrington                                       | Distribuido por Gramercy Pictures |
| 15 de diciembre de 1995  | Jumanji                                          | Distribuido por Sony Pictures Releasing; coproducción con TriStar Pictures y Interscope Communications |
| 29 de diciembre de 1995  | Dead Man Walking                                 | Distribuido por Gramercy Pictures; coproducción con Working Title Films |
| 29 de diciembre de 1995  | Mr. Holland's Opus                               | Distribuido por Hollywood Pictures; coproducción con Interscope Communications |
| 23 de febrero de 1996    | El odio                                          | Distribuido por Gramercy Pictures; coproducción con Le Studio Canal+ y Arte France Cinema |
| 8 de marzo de 1996       | Fargo                                            | Distribuido por Gramercy Pictures; coproducción con Working Title Films |
| 22 de marzo de 1996      | Jack and Sarah                                   | distribuido por Gramercy Pictures; coproducción con Granada Productions y Le Studio Canal+ |
| 22 de marzo de 1996      | Land and Freedom                                 | Distribuido por Gramercy Pictures; coproducción con Working Title Films |
| 3 de mayo de 1996        | Barb Wire                                        | Distribuido por Gramercy Pictures; coproducción con Propaganda Films Propiedad de Universal Pictures |
| 31 de mayo de 1996       | Eddie                                            | Distribuido por Hollywood Pictures; coproducción con Island Pictures |
| 31 de mayo de 1996       | The Arrival                                      | Distribuido por Orion Pictures; coproducción con LIVE Entertainment, Steelework Films y Interscope Communications                                                                                                |
| 17 de julio de 1996      | Walking and Talking                              | Distribuido por Miramax Films; coproducción con Channel Four Films, Zenith Productions, Pandora Film, Mikado Films (Francia), Electric, TEAM Communications Group y Machine                                      |
| 17 de julio de 1996      | Kazaam                                           | Distribuido por Buena Vista Pictures Distribution; coproducción con Touchstone Pictures y Interscope Communications                                                                                              |
| 19 de julio de 1996      | Trainspotting                                    | Distribuido por Miramax Films; coproducción con Channel Four Films |
| 20 de septiembre de 1996 | 'Loch Ness                                       | Distribuido por Gramercy Pictures; co-producción con Working Title Films |
| 18 de octubre de 1996    | Sleepers                                         | Distribuido por Warner Bros. Pictures; coproducción con Propaganda Films |
| 18 de octubre de 1996    | Jude                                             | Distribuido por Gramercy Pictures |
| 24 de diciembre de 1996  | The Portrait of a Lady                           | Distribuido por Gramercy Pictures; coproducción con Propaganda Films |
| 10 de enero de 1997      | The Relic                                        | Distribuido por Paramount Pictures; coproducción con Tele-München Gruppe, BBC Films, Toho-Towa, Pacific Western Production, Marubeni y Cloud Nine Entertainment                                                  |
| 29 de enero de 1997      | Gridlock'd                                       | Distribuido por Gramercy Pictures; coproducción con Interscope Communications |
| 14 de febrero de 1997    | When We Were Kings                               | Distribuido por Gramercy Pictures |
| 7 de marzo de 1997       | The Eighth Day                                   | Distribuido por Gramercy Pictures; coproducción con Working Title Films |
| 11 de abril de 1997      | Keys to Tulsa                                    | Distribuido por Gramercy Pictures; coproducción con ITC Entertainment |
| 9 de mayo de 1997        | Twin Town                                        | Distribuido por Gramercy Pictures |
| 20 de junio de 1997      | Batman & Robin                                   | Distribuido por Warner Bros. Pictures; coproducción con DC Entertainment |
| 6 de agosto de 1997      | Def Jam's How to Be a Player                     | Distribuido por Gramercy Pictures |
| 24 de agosto de 1997     | Snow White: A Tale of Terror                     | Coproducción con Interscope Communications |
| 12 de septiembre de 1997 | The Game                                         | Distribuido por PolyGram Films; coproducción con Propaganda Films |
| 19 de septiembre de 1997 | Going All the Way                                | Distribuido por Gramercy Pictures |
| 3 de octubre de 1997     | The Matchmaker                                   | Distribuido por Gramercy Pictures; coproducción con Working Title Films |
| 24 de octubre de 1997    | A Life Less Ordinary                             | Distribuido por 20th Century Fox |
| 7 de noviembre de 1997   | Bean                                             | Distribuido por Gramercy Pictures; coproducción con Working Title Films |
| 5 de diciembre de 1997   | The Borrowers                                    | Distribuido por PolyGram Films; coproducción con Working Title Films |
| 16 de enero de 1998      | Hard Rain                                        | Distribuido por Paramount Pictures; coproducción con BBC Films, Mutual Film Company, Nordisk Film y Toho |
| 23 de enero de 1998      | Spice World                                      | Distribuido por Sony Pictures Releasing; coproducción con Columbia Pictures, Icon Productions y Fragile Films |
| 23 de enero de 1998      | The Gingerbread Man                              | Distribuido por PolyGram Films; coproducción con Island Pictures y Enchanter Entertainment |
| 18 de febrero de 1998    | I Want You                                       | Distribuido por Gramercy Pictures |
| 26 de febrero de 1998    | Dead Letter Office                               | Distribuido por Southern Star Entertainment |
| 6 de marzo de 1998       | The Big Lebowski                                 | Distribuido por Gramercy Pictures; coproducción con Working Title Films |
| 27 de marzo de 1998      | No Looking Back                                  | Distribuido por Gramercy Pictures |
| 27 de marzo de 1998      | The Proposition                                  | Distribuido por PolyGram Films; coproducción con Interscope Communications |
| 27 de marzo de 1998      | Barney's Great Adventure: The Movie              | Distribuido por PolyGram Films; coproducción con Lyrick Studios |
| 1 de mayo de 1998        | Wilde                                            | Distribuido por Sony Pictures Classics; coproducción con BBC Films, Capitol Films y Pony Canyon |
| 1 de mayo de 1998        | Go Now                                           | Distribuido por Gramercy Pictures |
| 29 de mayo de 1998       | The Last Days of Disco                           | Distribuido por Gramercy Pictures en Norteamérica y Warner Bros. Pictures internacional; coproducción con Castle Rock Entertainment                                                                              |
| 12 de junio de 1998      | The Land Girls                                   | Distribuido por Gramercy Pictures |
| 14 de agosto de 1998     | Return to Paradise                               | Distribuido por PolyGram Films; coproducción con Propaganda Films y Tetragram |
| 21 de agosto de 1998     | Your Friends & Neighbors                         | Distribuido por Gramercy Pictures |
| 25 de septiembre de 1998 | Clay Pigeons                                     | Distribuido por Gramercy Pictures |
| 2 de octubre de 1998     | What Dreams May Come                             | Distribuido por PolyGram Films; coproducción con Interscope Communication |
| 13 de noviembre de 1998  | Thursday                                         | distribuido por Gramercy Pictures; coproducción con Propaganda Films |
| 22 de noviembre de 1998  | Elizabeth                                        | Distribuido por Gramercy Pictures; coproducción con StudioCanal, Working Title Films y Channel Four Films |
| 25 de noviembre de 1998  | Very Bad Things                                  | Distribuido por PolyGram Films; coproducción con Interscope Communications |
| 22 de enero de 1999      | The Hi-Lo Country                                | Distribuido por Gramercy Pictures; coproducción con Working Title Films |
| Febrero de 1999          | Choke                                            | Distribuido por PolyGram Visual Programming; coproducción con Propaganda Films |
| 5 de marzo de 1999       | Lock, Stock and Two Smoking Barrels              | Distribuido por Gramercy Pictures; coproducción on con The Steve Tisch Company,SKA Films, HandMade Films y Summit Entertainment                                                                                  |
| 1 de abril de 1999       | Millionaire Dogs                                 | Distribuido por Pop Twist Entertainment en Estados Unidos; coproducción con Ostdeutscher Rundfunk Brandenburg, EIV Entertainment Invest GmbH & Company KG, Zweites Deutsches Fernsehen y Benchmark Entertainment |
| 28 de mayo de 1999       | Notting Hill                                     | Distribuido por Universal Pictures; coproducción con Working Title Films |
| 9 de julio de 1999       | Arlington Road                                   | Distribuido por Screen Gems; coproducción con Lakeshore Entertainment |
| 1 de octubre de 1999     | Plunkett & Macleane                              | Distribuido por USA Films; coproducción con Working Title Films |